# Juncus cordobensis
Juncus cordobensis är en tågväxtart som beskrevs av Manuel Barros. Juncus cordobensis ingår i släktet tåg, och familjen tågväxter. Inga underarter finns listade i Catalogue of Life.